# Guhkesjávrre
Guhkesjávrre är en reglerad sjö i Sørfold kommun i Norge. Sjöns norska namn - Langvatnet - är en direkt översättning av det lulesamiska namnet, då guhkkes betyder "lång" och jávrre betyder "sjö". Tillflöden till Guhkesjávrre kommer från området söder om Ridoalgetjåhkkå (1273 m ö.h.) på gränsen til Hamarøy kommun och Sverige. Guhkesjávrre bidrar med vatten till Kobbelv kraftverk som har en effekt på 300 MW och en årlig energiproduktion på 650 GWh. Vattennivån får variera mellan 545 och 622 m ö.h. Före regleringen avvattnades sjön av Sørfjordelva som mynnar i Sørfjorden, som är den innersta delen av Leirfjorden. Numera går vattnet i en tunnel ner till Kobbelv kraftverk på Kobbvatnets östra sida.

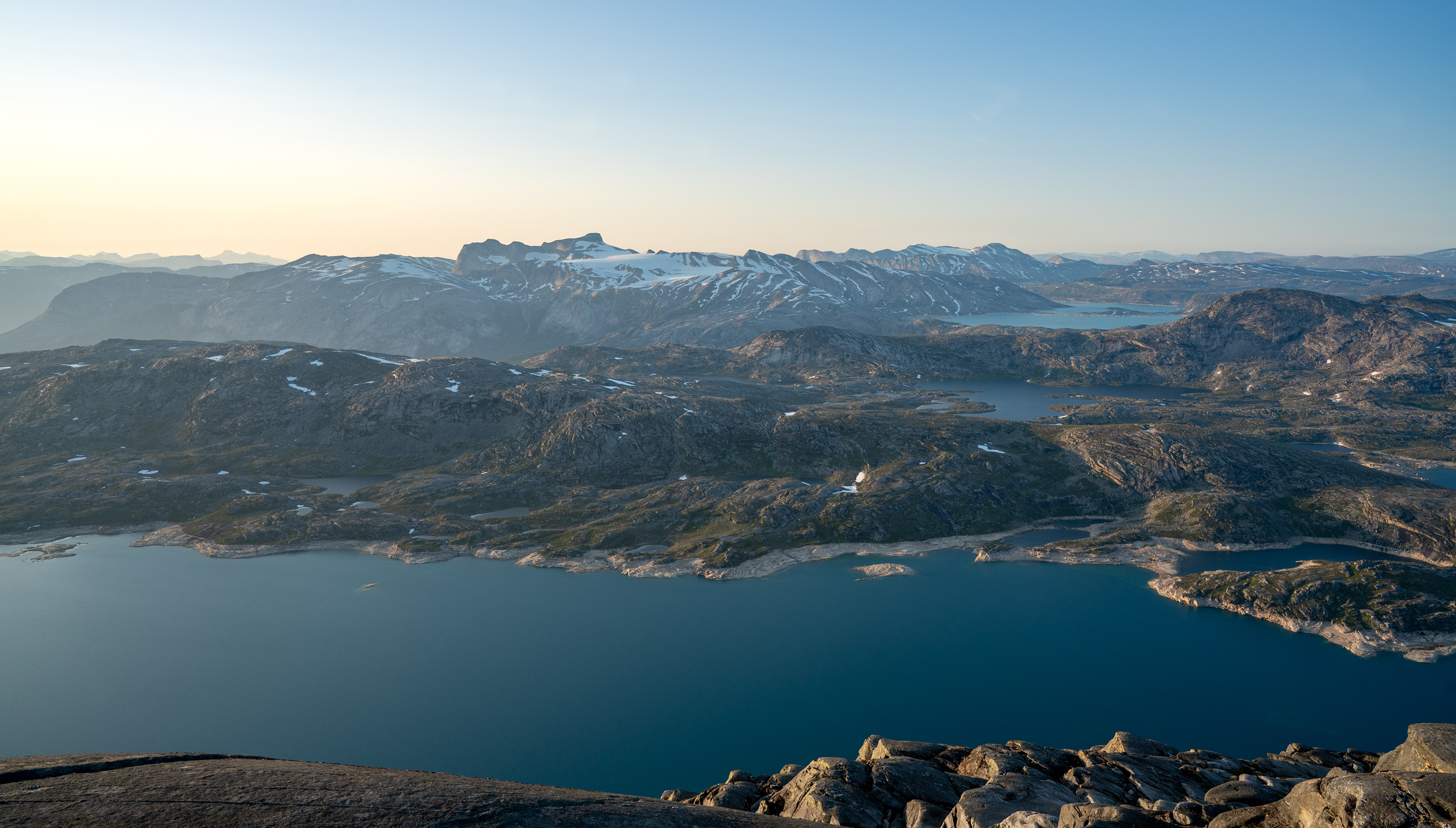
Vy mot norr från toppen av Guovddelistjåhkkå. Längst ner Guhkesjávrre (Langvatnet).